# James S. Shapiro
James S. Shapiro (* 11. September 1955 in Brooklyn, New York City) ist Professor für Englisch und Vergleichende Literaturwissenschaften an der Columbia University und ein mehrfach ausgezeichneter Verfasser von Sachliteratur.

## Leben
Shapiro wuchs in seinem Geburtsort Brooklyn auf. Er erhielt 1977 sein Bakkalaureat an der Columbia University, ein Jahr später seinen Master und 1982 erlangte er seinen Doktortitel an der University of Chicago. Nach einigen Jahren am Darmouth College und am Goucher College wechselte er 1985 an die Columbia University. In den Jahren 1988–1989 war er Fulbright-Lektor an der Bar-Ilan-Universität und an der Universität Tel Aviv; er diente 1998 als Samuel Wanamaker Fellow am Globe Theatre in London.
Shapiro veröffentlichte über William Shakespeares Werke und die elisabethanische Kultur. Er leitete in Zusammenarbeit zwei National Endowment for the Humanities Institutes über Shakespeare, edierte 1995 in Zusammenarbeit die Columbia Anthology of British Poetry und fungierte 1994 als Mitherausgeber der Columbia History of British Poetry.
Er erhielt für seine Publikationen und wissenschaftlichen Tätigkeiten Auszeichnungen von der National Endowment for the Humanities, von der Huntington-Bibliothek und von der Memorial Foundation for Jewish Culture. Er erhielt den Hoffman Prize for Distinguished Scholarship on Marlowe und 1997 die Sixteenth Century Society and Conference-Auszeichnung (SCSC). Die McMaster University in Hamilton, Ontario, verlieh ihm den Roland H. Bainton Prize für sein Buch Shakespeare and the Jews. Shapiro schrieb für verschiedenste Zeitschriften, u. a. für The Chronicle of Higher Education, The New York Times Book Review, The Financial Times und für The London Telegraph. 2006 wurde er als ein John Simon Guggenheim Memorial Foundation Fellow ernannt sowie als ein Fellow des Cullman Center for Scholars and Writers der New York City Library.
Shapiro gewann 2006 den Samuel-Johnson-Preis sowie im selben Jahr den Theatre Book Prize für sein Werk 1599: A Year in the Life of William Shakespeare. 2011 wurde Shapiro in die American Academy of Arts and Sciences gewählt. Für 1606: William Shakespeare and the Year of Lear erhielt er 2016 den James Tait Black Memorial Prize in der Kategorie „Biografie“.
Im Jahr 2023 war er Mitglied der Booker-Prize-Jury, die Paul Lynchs dystopischen Roman Prophet Song die Auszeichnung zuerkannte.

## Werke (Auswahl)
- Rival Playwrights: Marlowe, Jonson, Shakespeare. Columbia University Press, New York City 1991. ISBN 0-231-07540-5.
- Shakespeare and the Jews. Columbia University Press, New York City 1996. ISBN 0-231-10344-1.
- Oberammergau: The Troubling Story of the World's Most Famous Passion Play. Pantheon Books, New York City 2000. ISBN 0-375-40926-2; deutsch unter dem Titel Bist Du der König der Juden? Die Passionsspiele in Oberammergau. dtv, Stuttgart 2000. ISBN 3-421-05369-3.
- 1599: A Year in the Life of William Shakespeare. Faber & Faber, London 2005. ISBN 0-571-21480-0.
- Contested Will: Who Wrote Shakespeare? London, Faber and Faber 2010. ISBN 1-4165-4162-4.
- The Year of Lear: Shakespeare in 1606. New York: Simon & Schuster, New York 2015, ISBN 1416541640.
- Shakespeare in a Divided America. Penguin, New York 2020, ISBN 0525522298.
- The Playbook: A Story of Theater, Democracy, and the Making of a Culture War. Penguin, New York 2024, ISBN 978-0-593-49020-4.